# CASA C-202 Halcón
El CASA C-202 Halcón fue un avión de transporte bimotor construido por la compañía española Construcciones Aeronáuticas S.A. (CASA) a comienzos de los años 50, aunque el proyecto se inició en noviembre de 1948 con el contrato entre el Ministerio del Aire de España y CASA para la construcción de dos prototipos, el primero de los cuales realizó su primer vuelo en mayo de 1952.

## Desarrollo
Después de la Segunda Guerra Mundial, la industria aeronáutica en España se limitaba al desarrollo de aviones extranjeros bajo licencia, por lo que el Ministerio del Aire Español alentó la creación de proyectos nacionales.
La empresa Construcciones Aeronáuticas S.A. (CASA) se inició el desarrollo de tres modelos de aviones de transporte ligero bimotor y uno cuatrimotor, con distintas dimensiones y capacidades, desarrollándose finalmente los bimotores C-201 Alcotán, C-202 Halcón y C-207 Azor. El Ministerio del Aire y CASA firmaron en noviembre de 1948 un contrato para el desarrollo de dos prototipos del C-202 Halcón, que debían tener una capacidad para transportar a 14 pasajeros y 3 tripulantes en una cabina climatizada.
El primero de los prototipos del C-202 Halcón realizó su primer vuelo en mayo de 1952, más tarde de lo previsto debido a que la sociedad ENMASA no pudo proporcionar los motores Elizalde 9C-29-750-Beta-4, por lo que se tuvieron que pedir motores a la compañía aérea Iberia. En octubre del año siguiente, el Gobierno español encargó veinte aviones de serie, debiendo estar la línea de producción en Getafe, y la construcción de las alas en Sevilla.
Los motores que iban a ser suministrados por la compañía ENMASA no aportaban la potencia necesaria, y en vista de la dificultad para adquirir un sustituto, debido al aislamiento al que estaba sometido España después de la Segunda Guerra Mundial, además de la falta de divisas del país, se decidió la cancelación del proyecto en 1962, compensando el Gobierno Español a CASA por la cancelación.

## Diseño
En líneas generales, el Halcón era muy similar al CASA C-201 Alcotán, aunque de dimensiones algo mayores, y diferenciándose en el tren de aterrizaje triciclo y por la cabina más amplia y dotada de aire acondicionado y calefacción, la cual podía albergar cómodamente a 14 pasajeros y tres tripulantes.

## Historia operacional
Veinte aparatos fueron encargados por el Ejército del Aire de España, pero tras cancelarse el proyecto ante la imposibilidad de conseguir los motores necesarios, únicamente se entregaron los diez finalizados, los cuales prestaron servicio durante algunos años, hasta que fueron reemplazados por los CASA C-207 Azor, que también sustituyeron a algunos de los CASA 352L (Junkers Ju 52 fabricados bajo licencia por CASA).

## Variantes
C-202
Con capacidad para 3 tripulantes y 14 pasajeros, con motores Elizalde 9C-29-750-Beta-4.
C-202B
Con capacidad para 2 tripulantes y 8 pasajeros, con motores Wright Cyclone R-1820-56.

## Operadores
España
- Ejército del Aire: llegó a operar los 10 Halcón fabricados, sirviendo con la designación T.6.[5]

## Especificaciones
Referencia datos: EADS.com

### Características generales
- Tripulación: 3
- Capacidad: 14 pasajeros
- Longitud: 16 m
- Envergadura: 21,55 m
- Altura: 3,80 m
- Superficie alar: 57,35 m²
- Peso vacío: 5270 kg[cita requerida]
- Peso máximo al despegue: 7750 kg[cita requerida] (17 086 lb)
- Planta motriz: 2× radial Elizalde 9C-29-750.
  - Potencia: 578 kW (775 hp)[cita requerida] cada uno.
- Hélices: 1× tripala por motor.

### Rendimiento
- Velocidad máxima operativa (Vno): 345 km/h (214 mph)
- Velocidad crucero (Vc): 300 km/h [cita requerida] (186 mph)
- Techo de vuelo: 7750 m [cita requerida]

## Aeronaves relacionadas

### Desarrollos relacionados
- CASA C-201 Alcotán
- CASA C-207 Azor

### Artículos similares
- Convair 240
- Saab 90 Scandia

### Secuencias de designación
- Aviones militares de CASA: AX - C-201 - C-202 - C-207 - C-212 - C-101 →
- Secuencia T._ (Transportes del Ejército del Aire de España):[5] ← T.3 - T.4 - T.5 - T.6 - T.7 - T.8 - T.9 →